# Selectividad

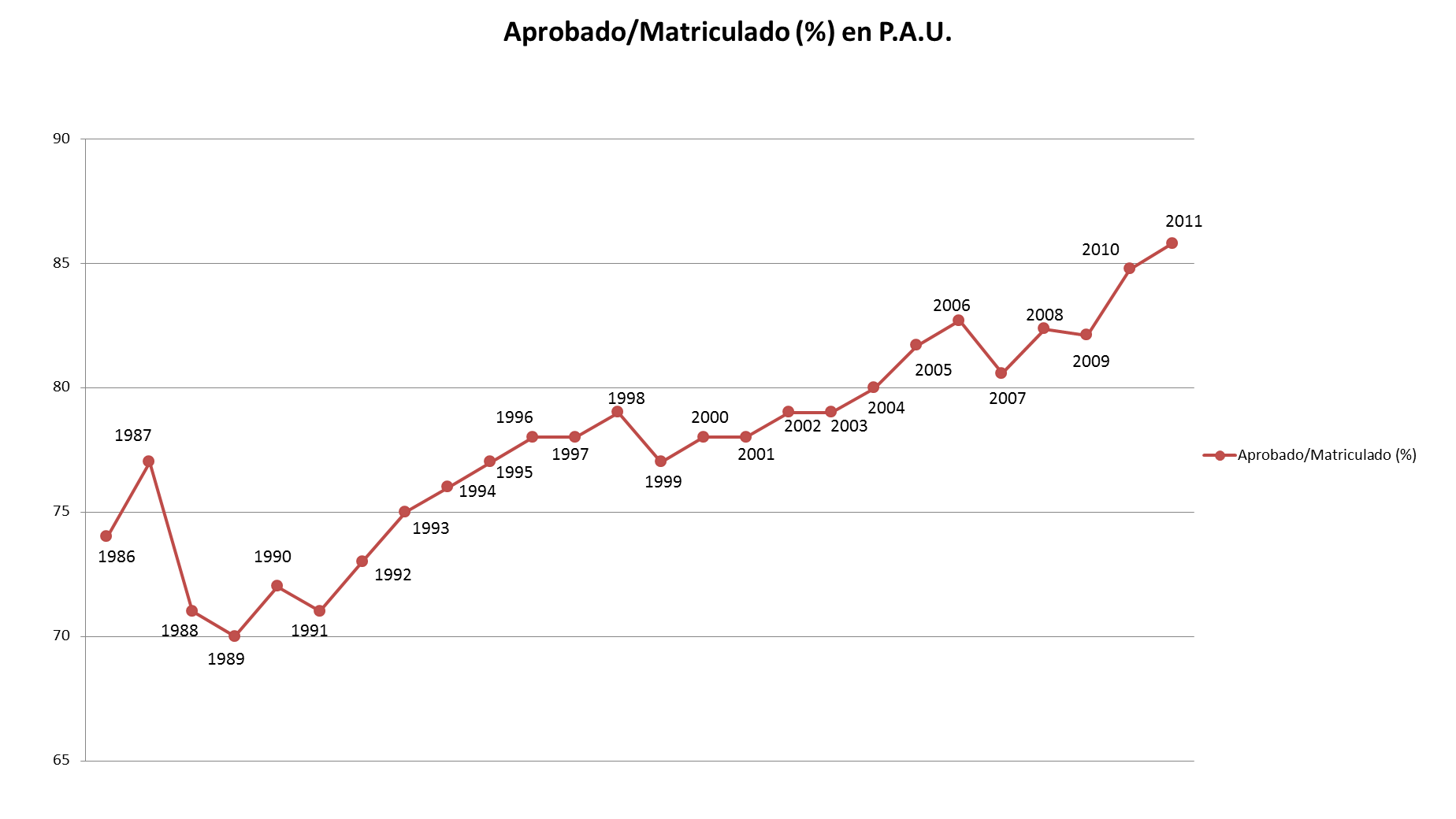
Gráfico percentual dos anos os quais o teste foi realizado em função da quantidade de alunos aprovados em universidades a partir do Selectividad.

Selectividad, também conhecido como Pruebas de Acceso a Estudios Universitarios (PAU; em português, Seletividade ou Provas de Acesso a Estudos Universitários) é um exame aplicado aos concluintes do ensino médio cujo resultado serve para o ingresso em cursos de bacharelado em universidades públicas. Aplicado desde 1986 na Espanha, desde 2010 é realizado anualmente por meio de seis provas escritas em duas fases de avaliação.
Na primeira fase (fase geral), é observado o conhecimento do estudante sobre gramática e literatura espanhola, língua estrangeira — alemão, francês, inglês, italiano ou português, dialeto espanhol — catalão, galego ou basca, história, filosofia e uma modalidade relacionada ao curso requirido. Na segunda fase (fase específica), o aluno pode escolher qual(is) disciplinas deseja responder. Para a análise do resultado, é feita uma nota de admissão, calculada da seguinte forma: 0.6NFG + 0.5NFE + aM1 + bM2, no qual NFG representa a nota da fase geral; NFE, a nota da fase específica; a e b a média exigida por determina universidade e M1 e M2 as médias escolares no último ano escolar.